# 铜佛寺
铜佛寺，位于中国福建省泉州市鲤城区鲤中街道清正社区百源路68号，百源路和九一街交会处、百源川池畔，华侨大厦对面。东为工人文化宫，西邻泉州府孔庙、明伦堂等古建筑。1961年6月公布为第一批泉州市文物保护单位。
铜佛寺原名百源庵。明万历四十七年（1619年）泉州知府杨胤锡拨巨资扩建。寺内供奉十五尊五尺高的铜佛，铸造于清顺治十二年至十六年。1941年和1942年，弘一法师曾两度在此弘法，留下手题匾额、楹联。1966年，铜佛险遭熔化，为王今生抢救至开元寺保护，才得以幸存。